# Dél-albániai apostoli kormányzóság
A Dél-albániai apostoli kormányzóság (latinul: Administratio Apostolica Albaniae Meridionalis, albánul: Administratura Apostolike e Shqipërisë së Jugut) a római katolikus egyház albán görögkatolikus részegyházának apostoli kormányzósága. A Tirana-Durrësi római katolikus főegyházmegye szuffragáneusa. Főpásztora  Giovanni Peragine phoenicei címzetes püspök. Püspöki székvárosa Vlora, ahol a kormányzósági előszékesegyház a Szűz Mária és Gonzaga Szent Alajos-templom található.

## Története
1939. november 11-én alapították.

## Apostoli kormányzók
- Leone Giovanni Battista Nigris, Philippi címzetes érseke (1940 – 1945), Albániai apostoli küldöttként
- Vinçenc Prennushi (O.F.M.) (1946 – † 1949. március 19.), durrësi érsekként
- üresedés (1949 – 1992)
- Ivan Dias, Rusibisir címzetes érseke (1992 – 1996.11.08), Albániai apostoli nunciusként, előzőleg apostoli pronuncius Beninben (1982.05.08 – 1987.06.20), Ghánában és Togóban (1982.05.08 – 1987.06.20), Koreában (1987.06.20 – 1991.01.16); később a Bombayi főegyházmegye (most Mumbai főegyházmegye, India) érseke (1996.11.08 – 2006.05.20), a Spirito Santo alla Ferratella presbiter-bíborosává szentelve (2001.02.21 [2001.06.03] – ...), a Népek Evangelizációja Kongregációjának prefektusa (2006.05.20 – 2011.05.10), prefektus (2006.05.20 – 2011.05.10), a Pápai Urbania Egyetem nagykancellárja (2006.05.20 – 2011.05.10)
- Hil Kabashi, O.F.M., Turres (Byzacena) címzetes püspöke (1996. december 3. - 2017. június 15.)
- Giovanni Peragine, B., Phoenice címzetes püspöke (2017. június 15. - ...)

## Szomszédos egyházmegyék
- Tirana-Durrësi római katolikus főegyházmegye (észak)
- Szkopjei római katolikus egyházmegye (északkelet)
- Szaloniki apostoli vikariátus (kelet)
- Korfu-Zákinthosz-Kefaloniái egyházmegye (dél)

## Fordítás
- Ez a szócikk részben vagy egészben  az   Apostolic Administration of Southern Albania című angol Wikipédia-szócikk fordításán alapul.  Az eredeti cikk szerkesztőit annak laptörténete sorolja fel. Ez a jelzés csupán a megfogalmazás eredetét és a szerzői jogokat jelzi, nem szolgál a cikkben szereplő információk forrásmegjelöléseként.